# Liene

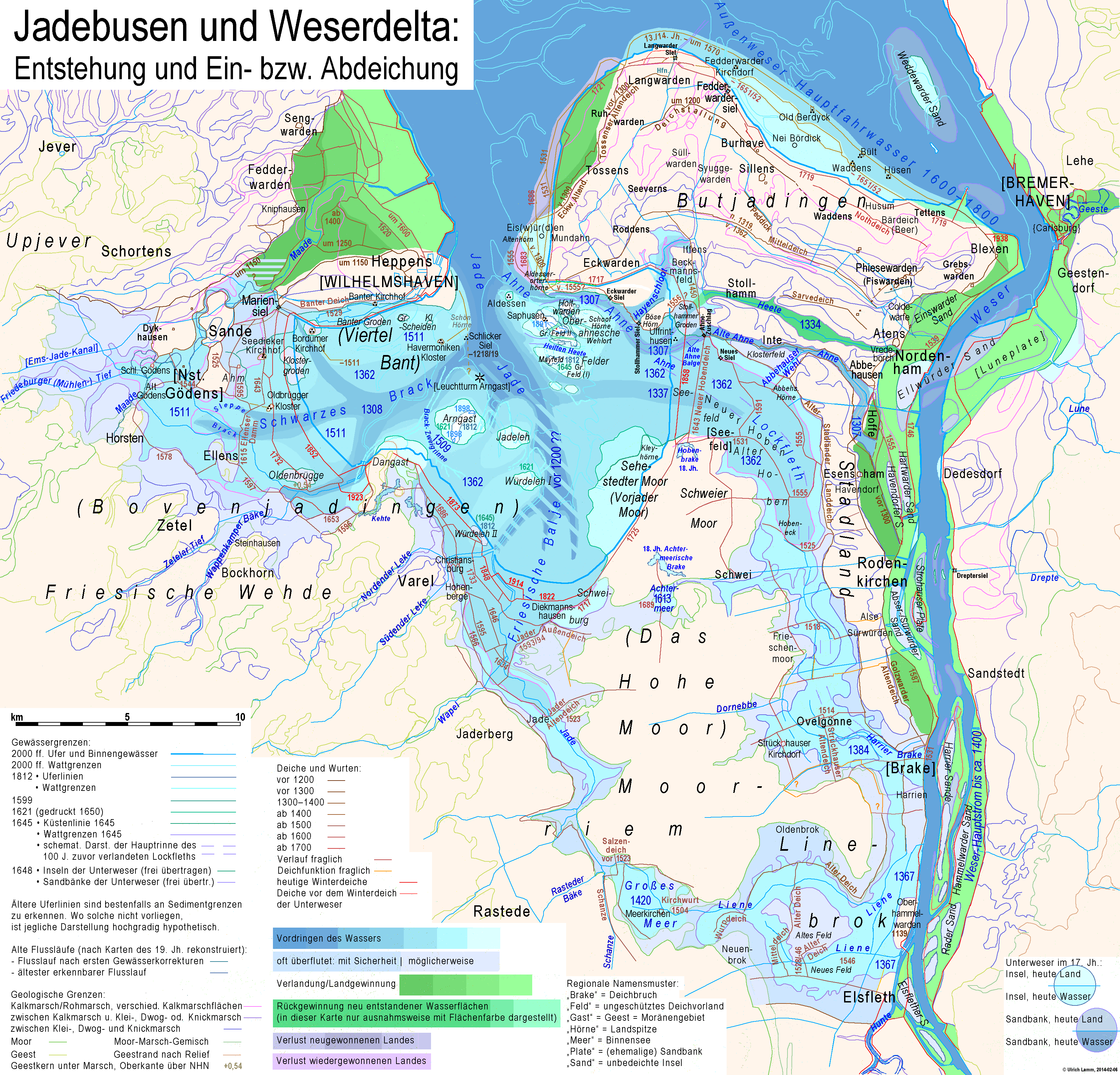
Nach der Zweiten Marcellusflut bildete die Liene (am südlichen Rand der auf der Karte abgebildeten Region) einen Mündungsarm der Weser; dieser trug zur Zerstückelung der Wesermarsch bei.

Die Liene war im Mittelalter ein linker Nebenfluss der Weser, dessen Quelle auf der Oldenburger Geest bei Rastede lag und der bei dem nach ihm benannten heutigen Elsflether Stadtteil Lienen in den Strom einmündete. An der Lienemündung lag im Mittelalter eine ebenfalls Liene genannte Burg der Grafen von Oldenburg, die 1154 von Stedingern zerstört wurde.
Ein bei der Zweiten Marcellusflut am 16. Januar 1362 entstandener Deichbruch der Weser bei Mittelhammelwarden (heute Käseburg (Brake)) machte aus der Liene einen Mündungsfluss der Jade und überschwemmte große Teile des nördlich der Liene gelegenen Linebroks. Durch den Bau eines Deichs bei Salzendeich um 1500 wurde die Verbindung zwischen Weser und Jade über die Liene gekappt. Zugleich wurde durch diese Maßnahme die Rasteder Bäke, die ursprünglich über die Liene in die Weser geflossen war, in die Jade abgeleitet. Zwischen 1523 und 1546 wurde das Gebiet um Neuenfelde (heute in der Gemeinde Ovelgönne) trockengelegt und besiedelt. Auch das Große Meer, ein See, zu dem sich zeitweilig die Liene verbreitert hatte, wurde im Laufe der Zeit trockengelegt. Vor der Marcellusflut trennte die Liene den Nordteil des Moorriems von dessen Südteil, der heute noch Moorriem genannt wird.
Heute noch wird ein kleiner Abschnitt des Flusses in Lienen als Liene bezeichnet. Ansonsten erinnert nur noch der Name Alte Liene (eine Grenzstraße zwischen der Stadt Elsfleth und der Gemeinde Ovelgönne) an den Fluss.